# Чемпіонат світу з футболу 1986 (склади команд)
Склади команд — учасниць фінального турніру чемпіонату світу з футболу 1986 року.

## Група A

### Аргентина
Головний тренер: Карлос Білардо
| №  | Поз. | Гравець              | Дата народження (вік)            | Матчів | Клуб                 |
| -- | ---- | -------------------- | -------------------------------- | ------ | -------------------- |
| 1  | НП   | Серхіо Омар Альмірон | 18 листопада 1958 (вік 27 років) | н/д    | Ньюеллс Олд Бойз     |
| 2  | ПЗ   | Серхіо Батіста       | 9 листопада 1962 (вік 23 роки)   | н/д    | Архентінос Хуніорс   |
| 3  | ПЗ   | Рікардо Бочині       | 25 січня 1954 (вік 32 роки)      | н/д    | Independiente        |
| 4  | ПЗ   | Клаудіо Боргі        | 28 вересня 1964 (вік 21 рік)     | н/д    | Архентінос Хуніорс   |
| 5  | ЗХ   | Хосе Луїс Браун      | 10 листопада 1956 (вік 29 років) | н/д    | Депортіво Еспаньйоль |
| 6  | ЗХ   | Данієль Пассарелла   | 25 травня 1953 (вік 33 роки)     | 70     | Фіорентіна           |
| 7  | НП   | Хорхе Бурручага      | 9 жовтня 1962 (вік 23 роки)      | 33     | Нант                 |
| 8  | ЗХ   | Нестор Клаусен       | 29 вересня 1962 (вік 23 роки)    | н/д    | Індепендьєнте        |
| 9  | ЗХ   | Хосе Луїс Кучуффо    | 1 лютого 1961 (вік 25 років)     | н/д    | Велес Сарсфілд       |
| 10 | ПЗ   | Дієго Марадона (к)   | 30 жовтня 1960 (вік 25 років)    | 47     | Наполі               |
| 11 | НП   | Хорхе Вальдано       | 4 жовтня 1955 (вік 30 років)     | н/д    | Реал Мадрид          |
| 12 | ПЗ   | Ектор Енріке         | 26 квітня 1962 (вік 24 роки)     | н/д    | Рівер Плейт          |
| 13 | ЗХ   | Оскар Гарре          | 9 грудня 1956 (вік 29 років)     | н/д    | Ферро Карріль Оесте  |
| 14 | ПЗ   | Рікардо Джусті       | 11 грудня 1956 (вік 29 років)    | н/д    | Індепендьєнте        |
| 15 | ВР   | Луїс Іслас           | 22 грудня 1965 (вік 20 років)    | н/д    | Естудьянтес          |
| 16 | ЗХ   | Хуліо Олартікоечеа   | 18 жовтня 1958 (вік 27 років)    | н/д    | Бока Хуніорс         |
| 17 | НП   | Педро Паскуллі       | 17 травня 1960 (вік 26 років)    | н/д    | Лечче                |
| 18 | ВР   | Нері Пумпідо         | 30 липня 1957 (вік 28 років)     | н/д    | Рівер Плейт          |
| 19 | ЗХ   | Оскар Руджері        | 26 січня 1962 (вік 24 роки)      | 19     | Рівер Плейт          |
| 20 | ПЗ   | Карлос Даніель Тапія | 20 серпня 1962 (вік 23 роки)     | н/д    | Бока Хуніорс         |
| 21 | ПЗ   | Марсело Троббіані    | 17 лютого 1955 (вік 31 рік)      | н/д    | Ельче                |
| 22 | ВР   | Ектор Селада         | 30 квітня 1957 (вік 29 років)    | н/д    | Клуб Америка         |

Зауваження: розподіл номерів між гравцями збірної Аргентини відбувався за іспанською абеткою, незалежно від їх позицій на полі. Виключеннями були «зірки» команди Данієль Пассарелла, Дієго Марадона та Хорхе Вальдано, яки отримали можливість грати під своїми улюбленими номерами (відповідно №6, №10 та №11).

### Болгарія
Головний тренер: Іван Вуцов
| №  | Поз. | Гравець              | Дата народження (вік)           | Матчів | Клуб                |
| -- | ---- | -------------------- | ------------------------------- | ------ | ------------------- |
| 1  | ВР   | Борислав Михайлов    | 12 лютого 1963 (вік 23 роки)    | 26     | Вітоша              |
| 2  | НП   | Наско Сіраков        | 26 квітня 1962 (вік 24 роки)    | 18     | Вітоша              |
| 3  | ЗХ   | Николай Арабов       | 21 лютого 1953 (вік 33 роки)    | 39     | Слівен              |
| 4  | ЗХ   | Петар Петров         | 20 лютого 1961 (вік 25 років)   | 37     | Вітоша              |
| 5  | ЗХ   | Георгій Димитров (к) | 14 січня 1959 (вік 27 років)    | 65     | Средец              |
| 6  | НП   | Андрей Желязков      | 9 липня 1952 (вік 33 роки)      | 51     | Страсбур            |
| 7  | ПЗ   | Божидар Іскренов     | 1 серпня 1962 (вік 23 роки)     | 33     | Вітоша              |
| 8  | ПЗ   | Аян Садаков          | 28 вересня 1961 (вік 24 роки)   | 47     | Локомотив (Пловдив) |
| 9  | НП   | Стойчо Младенов      | 24 квітня 1957 (вік 29 років)   | 55     | Средец              |
| 10 | ПЗ   | Живко Господинов     | 6 вересня 1957 (вік 28 років)   | 36     | Спартак (Варна)     |
| 11 | ПЗ   | Пламен Гетов         | 4 березня 1959 (вік 27 років)   | 18     | Спартак (Плевен)    |
| 12 | ПЗ   | Радослав Здравков    | 30 липня 1956 (вік 29 років)    | 65     | Средец              |
| 13 | ЗХ   | Александар Марков    | 17 серпня 1961 (вік 24 роки)    | 18     | Спартак (Плевен)    |
| 14 | ПЗ   | Пламен Марков        | 11 вересня 1957 (вік 28 років)  | 37     | Мец                 |
| 15 | ПЗ   | Георгі Йорданов      | 21 липня 1963 (вік 22 роки)     | 10     | Вітоша              |
| 16 | НП   | Васил Драголов       | 17 серпня 1962 (вік 23 роки)    | 2      | Бероє               |
| 17 | ПЗ   | Христо Колев         | 21 вересня 1964 (вік 21 рік)    | 7      | Локомотив (Пловдив) |
| 18 | НП   | Бойчо Величков       | 13 серпня 1958 (вік 27 років)   | 26     | Локомотив (Софія)   |
| 19 | НП   | Атанас Пашев         | 21 листопада 1963 (вік 22 роки) | 14     | Тракія (Пловдив)    |
| 20 | НП   | Костадин Костадинов  | 25 червня 1959 (вік 26 років)   | 41     | Тракія (Пловдив)    |
| 21 | ЗХ   | Ілія Дяков           | 28 вересня 1963 (вік 22 роки)   | 5      | Добруджа            |
| 22 | ВР   | Ілія Валов           | 29 грудня 1961 (вік 24 роки)    | 13     | Ботев (Враца)       |

### Італія
Головний тренер: Енцо Беардзот
| №  | Поз. | Гравець               | Дата народження (вік)            | Матчів | Клуб           |
| -- | ---- | --------------------- | -------------------------------- | ------ | -------------- |
| 1  | ВР   | Джованні Галлі        | 29 квітня 1958 (вік 28 років)    | 15     | Фіорентіна     |
| 2  | ЗХ   | Джузеппе Бергомі      | 22 грудня 1963 (вік 22 роки)     | 28     | Інтернаціонале |
| 3  | ЗХ   | Антоніо Кабріні       | 8 жовтня 1957 (вік 28 років)     | 64     | Ювентус        |
| 4  | ЗХ   | Фульвіо Колловаті     | 9 травня 1957 (вік 29 років)     | 49     | Інтернаціонале |
| 5  | ЗХ   | Себастьяно Нела       | 13 березня 1961 (вік 25 років)   | 2      | Рома           |
| 6  | ЗХ   | Гаетано Ширеа (к)     | 25 травня 1953 (вік 33 роки)     | 74     | Ювентус        |
| 7  | ЗХ   | Роберто Тричелла      | 18 березня 1959 (вік 27 років)   | 6      | Верона         |
| 8  | ЗХ   | П'єтро Верховод       | 6 квітня 1959 (вік 27 років)     | 23     | Сампдорія      |
| 9  | ПЗ   | Карло Анчелотті       | 10 червня 1959 (вік 26 років)    | 11     | Рома           |
| 10 | ПЗ   | Сальваторе Баньї      | 25 вересня 1956 (вік 29 років)   | 26     | Наполі         |
| 11 | ПЗ   | Джузеппе Барезі       | 7 лютого 1958 (вік 28 років)     | 15     | Інтернаціонале |
| 12 | ВР   | Франко Танкреді       | 10 січня 1955 (вік 31 рік)       | 12     | Рома           |
| 13 | ПЗ   | Фернандо Де Наполі    | 15 березня 1964 (вік 22 роки)    | 1      | Авелліно       |
| 14 | ПЗ   | Антоніо Ді Дженнаро   | 5 жовтня 1958 (вік 27 років)     | 11     | Верона         |
| 15 | ПЗ   | Марко Тарделлі        | 24 вересня 1954 (вік 31 рік)     | 81     | Інтернаціонале |
| 16 | НП   | Бруно Конті           | 13 березня 1955 (вік 31 рік)     | 43     | Рома           |
| 17 | НП   | Джанлука Віаллі       | 9 липня 1964 (вік 21 рік)        | 4      | Сампдорія      |
| 18 | НП   | Алессандро Альтобеллі | 28 листопада 1955 (вік 30 років) | 39     | Інтернаціонале |
| 19 | НП   | Джузеппе Гальдеризі   | 22 березня 1963 (вік 23 роки)    | 6      | Верона         |
| 20 | НП   | Паоло Россі           | 23 вересня 1956 (вік 29 років)   | 48     | Мілан          |
| 21 | НП   | Альдо Серена          | 25 червня 1960 (вік 25 років)    | 5      | Ювентус        |
| 22 | ВР   | Вальтер Дзенга        | 30 квітня 1960 (вік 26 років)    | 0      | Інтернаціонале |

### Південна Корея
Головний тренер: Кім Джон Нам
| №  | Поз. | Гравець          | Дата народження (вік)           | Матчів | Клуб                |
| -- | ---- | ---------------- | ------------------------------- | ------ | ------------------- |
| 1  | ВР   | Чо Бьон Дик      | 26 травня 1958 (вік 28 років)   | н/д    | Алилуя              |
| 2  | ЗХ   | Пак Кьон Хун     | 19 січня 1961 (вік 25 років)    | н/д    | ПОСКО Атомс         |
| 3  | ЗХ   | Чон Джон Су      | 27 березня 1961 (вік 25 років)  | н/д    | Юкон Коккірі        |
| 4  | ПЗ   | Чо Гван Ре       | 19 березня 1954 (вік 32 роки)   | н/д    | Деу Роялс           |
| 5  | ЗХ   | Чон Йон Хван     | 10 лютого 1960 (вік 26 років)   | н/д    | Деу Роялс           |
| 6  | НП   | Лі Тхе Хо        | 29 січня 1961 (вік 25 років)    | н/д    | Деу Роялс           |
| 7  | НП   | Кім Джон Бу      | 3 листопада 1965 (вік 20 років) | н/д    | Університет Кореї   |
| 8  | ЗХ   | Чо Йон Джин      | 18 серпня 1954 (вік 31 рік)     | н/д    | Лакі-Голдстар       |
| 9  | НП   | Чхве Сун Хо      | 10 січня 1962 (вік 24 роки)     | 47     | ПОСКО Атомс         |
| 10 | ПЗ   | Пак Чхан Сон (к) | 2 лютого 1954 (вік 32 роки)     | н/д    | Деу Роялс           |
| 11 | НП   | Чха Бом Ґин      | 21 травня 1953 (вік 33 роки)    | 125    | Баєр 04             |
| 12 | ЗХ   | Кім Пхьон Сок    | 22 вересня 1958 (вік 27 років)  | н/д    | Хьонде Хорані       |
| 13 | ПЗ   | Но Су Джин       | 10 лютого 1962 (вік 24 роки)    | н/д    | Юкон Коккірі        |
| 14 | ЗХ   | Чо Мін Гук       | 5 липня 1963 (вік 22 роки)      | н/д    | Лакі-Голдстар       |
| 15 | ЗХ   | Ю Бьон Ок        | 2 березня 1964 (вік 22 роки)    | н/д    | Університет Ханьянь |
| 16 | ПЗ   | Кім Джу Сон      | 17 січня 1966 (вік 20 років)    | н/д    | Університет Чосун   |
| 17 | ПЗ   | Хо Джон Му       | 13 січня 1955 (вік 31 рік)      | н/д    | Хьонде Хорані       |
| 18 | ПЗ   | Кім Сам Су       | 8 лютого 1963 (вік 23 роки)     | н/д    | Хьонде Хорані       |
| 19 | НП   | Пьон Бьон Джу    | 26 квітня 1961 (вік 25 років)   | н/д    | Деу Роялс           |
| 20 | НП   | Кім Йон Се       | 21 квітня 1960 (вік 26 років)   | н/д    | Юкон Коккірі        |
| 21 | ВР   | О Йон Гьо        | 25 травня 1960 (вік 26 років)   | н/д    | Юкон Коккірі        |
| 22 | ПЗ   | Кан Дик Су       | 16 серпня 1961 (вік 24 роки)    | н/д    | Лакі-Голдстар       |

## Група B

### Бельгія
Головний тренер: Гі Тіс
| №  | Поз. | Гравець              | Дата народження (вік)            | Матчів | Клуб             |
| -- | ---- | -------------------- | -------------------------------- | ------ | ---------------- |
| 1  | ВР   | Жан-Марі Пфафф       | 4 грудня 1953 (вік 32 роки)      | 51     | Баварія (Мюнхен) |
| 2  | ЗХ   | Ерік Геретс          | 18 травня 1954 (вік 32 роки)     | 56     | ПСВ              |
| 3  | ПЗ   | Франкі ван дер Ельст | 30 квітня 1961 (вік 25 років)    | 9      | Брюгге           |
| 4  | ЗХ   | Мішель де Вольф      | 19 січня 1958 (вік 28 років)     | 17     | Гент             |
| 5  | ЗХ   | Мішель Ренкен        | 3 листопада 1955 (вік 30 років)  | 47     | Стандард (Льєж)  |
| 6  | ПЗ   | Франк Веркаутерен    | 28 жовтня 1956 (вік 29 років)    | 48     | Андерлехт        |
| 7  | ПЗ   | Рене Вандерейкен     | 22 липня 1953 (вік 32 роки)      | 48     | Андерлехт        |
| 8  | ПЗ   | Енцо Шифо            | 19 лютого 1966 (вік 20 років)    | 13     | Андерлехт        |
| 9  | НП   | Ервін Ванденберг     | 26 січня 1959 (вік 27 років)     | 39     | Андерлехт        |
| 10 | ПЗ   | Філіпп Десме         | 29 листопада 1958 (вік 27 років) | 3      | Варегем          |
| 11 | ПЗ   | Ян Кулеманс (к)      | 28 лютого 1957 (вік 29 років)    | 56     | Брюгге           |
| 12 | ВР   | Жакі Мунарон         | 8 вересня 1956 (вік 29 років)    | 7      | Андерлехт        |
| 13 | ЗХ   | Жорж Грюн            | 25 січня 1962 (вік 24 роки)      | 15     | Андерлехт        |
| 14 | ЗХ   | Лей Клейстерс        | 6 листопада 1956 (вік 29 років)  | 13     | Ватерсхей Тор    |
| 15 | ПЗ   | Лео ван дер Ельст    | 7 січня 1962 (вік 24 роки)       | 6      | Брюгге           |
| 16 | НП   | Ніко Класен          | 7 жовтня 1962 (вік 23 роки)      | 14     | Стандард (Льєж)  |
| 17 | НП   | Раймонд Момменс      | 27 грудня 1958 (вік 27 років)    | 14     | Локерен          |
| 18 | НП   | Даніель Вейт         | 9 грудня 1956 (вік 29 років)     | 2      | Варегем          |
| 19 | ЗХ   | Уго Броос            | 10 квітня 1952 (вік 34 роки)     | 21     | Брюгге           |
| 20 | ВР   | Жильбер Бодар        | 2 вересня 1962 (вік 23 роки)     | 1      | Стандард (Льєж)  |
| 21 | ЗХ   | Стефан Демоль        | 11 березня 1966 (вік 20 років)   | 2      | Андерлехт        |
| 22 | ПЗ   | Патрік Верворт       | 17 січня 1965 (вік 21 рік)       | 2      | Беєрсхот         |

### Ірак
Головний тренер:  Еварісто де Маседо
| №  | Поз. | Гравець               | Дата народження (вік)          | Матчів | Клуб       |
| -- | ---- | --------------------- | ------------------------------ | ------ | ---------- |
| 1  | ВР   | Раад Хаммуді (к)      | 20 квітня 1958 (вік 28 років)  | н/д    | Аль-Шорта  |
| 2  | ЗХ   | Маад Ібрагім          | 30 червня 1960 (вік 25 років)  | н/д    | Аль-Рашід  |
| 3  | ЗХ   | Халіль Аллаві         | 6 вересня 1958 (вік 27 років)  | н/д    | Аль-Рашід  |
| 4  | ЗХ   | Надім Шакер           | 13 квітня 1958 (вік 28 років)  | н/д    | Аль-Таяран |
| 5  | ЗХ   | Самір Шакер           | 28 лютого 1958 (вік 28 років)  | н/д    | Аль-Рашід  |
| 6  | ПЗ   | Алі Хуссейн Шибаб     | 5 травня 1961 (вік 25 років)   | н/д    | Аль-Талаба |
| 7  | ПЗ   | Харіс Мохаммед        | 3 березня 1958 (вік 28 років)  | н/д    | Аль-Рашід  |
| 8  | НП   | Ахмед Раді            | 21 березня 1964 (вік 22 роки)  | н/д    | Аль-Рашід  |
| 9  | НП   | Карім Саддам          | 26 травня 1960 (вік 26 років)  | н/д    | Аль-Джаїш  |
| 10 | НП   | Хуссейн Саїд          | 21 січня 1958 (вік 28 років)   | н/д    | Аль-Талаба |
| 11 | НП   | Рахім Хамід           | 23 травня 1963 (вік 23 роки)   | н/д    | Аль-Джаїш  |
| 12 | ПЗ   | Жамаль Алі            | 2 лютого 1956 (вік 30 років)   | н/д    | Аль-Талаба |
| 13 | ЗХ   | Карім Аллаві          | 1 квітня 1960 (вік 26 років)   | н/д    | Аль-Рашід  |
| 14 | ПЗ   | Басіл Горгіс          | 15 січня 1961 (вік 25 років)   | н/д    | Аль-Шабаб  |
| 15 | ПЗ   | Натік Хашим           | 15 січня 1960 (вік 26 років)   | н/д    | Аль-Таяран |
| 16 | ПЗ   | Шакер Махмуд          | 5 травня 1960 (вік 26 років)   | н/д    | Аль-Шабаб  |
| 17 | ПЗ   | Анад Абід             | 3 серпня 1955 (вік 30 років)   | н/д    | Аль-Рашід  |
| 18 | ПЗ   | Ісмаїл Мохаммед Шаріф | 19 січня 1962 (вік 24 роки)    | н/д    | Аль-Шабаб  |
| 19 | ПЗ   | Басім Касім           | 22 березня 1959 (вік 27 років) | н/д    | Аль-Шорта  |
| 20 | ВР   | Фатах Насіф           | 2 лютого 1951 (вік 35 років)   | н/д    | Аль-Джаїш  |
| 21 | ВР   | Ахмад Жассім          | 4 травня 1960 (вік 26 років)   | н/д    | Аль-Рашід  |
| 22 | ЗХ   | Ганім Ораїбі          | 16 серпня 1961 (вік 24 роки)   | н/д    | Аль-Шабаб  |

### Мексика
Головний тренер:   Бора Милутинович
| №  | Поз. | Гравець                   | Дата народження (вік)         | Матчів | Клуб         |
| -- | ---- | ------------------------- | ----------------------------- | ------ | ------------ |
| 1  | ВР   | Пабло Ларіос              | 31 липня 1960 (вік 25 років)  | н/д    | Крус Асуль   |
| 2  | ЗХ   | Маріо Альберто Трехо      | 18 вересня 1961 (вік 24 роки) | н/д    | Клуб Америка |
| 3  | ЗХ   | Фернандо Кірарте          | 17 травня 1956 (вік 30 років) | н/д    | Гвадалахара  |
| 4  | ЗХ   | Армандо Мансо             | 16 жовтня 1958 (вік 27 років) | н/д    | Клуб Америка |
| 5  | НП   | Франсіско Хав'єр Крус     | 24 травня 1966 (вік 20 років) | н/д    | Монтеррей    |
| 6  | ПЗ   | Карлос де лос Кобос       | 10 грудня 1958 (вік 27 років) | н/д    | Клуб Америка |
| 7  | ПЗ   | Мігель Еспанья            | 4 квітня 1961 (вік 25 років)  | н/д    | УНАМ Пумас   |
| 8  | ПЗ   | Алехандро Домінгес        | 9 лютого 1961 (вік 25 років)  | н/д    | Клуб Америка |
| 9  | НП   | Уго Санчес                | 11 липня 1958 (вік 27 років)  | н/д    | Реал Мадрид  |
| 10 | ПЗ   | Томас Бой (к)             | 5 липня 1953 (вік 32 роки)    | н/д    | УАНЛ Тигрес  |
| 11 | НП   | Карлос Ермосільйо         | 24 серпня 1964 (вік 21 рік)   | н/д    | Клуб Америка |
| 12 | ВР   | Ігнасіо Родрігес          | 13 серпня 1959 (вік 26 років) | н/д    | Атланте      |
| 13 | ПЗ   | Хав'єр Агірре             | 1 грудня 1958 (вік 27 років)  | н/д    | Клуб Америка |
| 14 | ЗХ   | Фелікс Крус Барбоса       | 4 квітня 1961 (вік 25 років)  | н/д    | УНАМ Пумас   |
| 15 | НП   | Луїс Флорес               | 8 серпня 1962 (вік 23 роки)   | н/д    | УНАМ Пумас   |
| 16 | ПЗ   | Карлос Муньйос            | 8 вересня 1962 (вік 23 роки)  | н/д    | УАНЛ Тигрес  |
| 17 | ЗХ   | Рауль Сервін              | 29 квітня 1963 (вік 23 роки)  | н/д    | УНАМ Пумас   |
| 18 | ЗХ   | Рафаель Амадор Флорес     | 16 лютого 1959 (вік 27 років) | н/д    | УНАМ Пумас   |
| 19 | ПЗ   | Хав'єр Ернандес Гутьєррес | 1 серпня 1961 (вік 24 роки)   | н/д    | Текос        |
| 20 | ВР   | Олаф Ередія               | 19 жовтня 1957 (вік 28 років) | н/д    | УАНЛ Тигрес  |
| 21 | НП   | Крістобаль Ортега         | 25 липня 1956 (вік 29 років)  | н/д    | Клуб Америка |
| 22 | ПЗ   | Мануель Негрете           | 15 травня 1959 (вік 27 років) | н/д    | УНАМ Пумас   |

### Парагвай
Головний тренер: Каєтано Ре
| №  | Поз. | Гравець               | Дата народження (вік)          | Матчів | Клуб                   |
| -- | ---- | --------------------- | ------------------------------ | ------ | ---------------------- |
| 1  | ВР   | Роберто Фернандес     | 9 липня 1954 (вік 31 рік)      | 43     | Депортіво Калі         |
| 2  | ЗХ   | Хуан Торалес          | 9 травня 1956 (вік 30 років)   | 58     | Лібертад               |
| 3  | ЗХ   | Сесар Сабала          | 3 червня 1961 (вік 24 роки)    | н/д    | Серро Портеньйо        |
| 4  | ЗХ   | Владимиро Шеттіна     | 8 жовтня 1955 (вік 30 років)   | н/д    | Гуарані                |
| 5  | ЗХ   | Рохеліо Дельгадо (к)  | 12 жовтня 1959 (вік 26 років)  | н/д    | Олімпія                |
| 6  | ПЗ   | Хорхе Амадо Нунес     | 18 жовтня 1961 (вік 24 роки)   | н/д    | Депортіво Калі         |
| 7  | ПЗ   | Буенавентура Феррейра | 4 липня 1960 (вік 25 років)    | н/д    | Депортіво Калі         |
| 8  | ПЗ   | Хуліо Сезар Ромеро    | 28 серпня 1960 (вік 25 років)  | н/д    | Флуміненсе             |
| 9  | НП   | Роберто Кабаньяс      | 11 квітня 1961 (вік 25 років)  | н/д    | Америка де Калі        |
| 10 | ПЗ   | Адольфіно Каньєте     | 13 вересня 1956 (вік 29 років) | н/д    | Крус Асуль             |
| 11 | НП   | Альфредо Мендоса      | 31 грудня 1963 (вік 22 роки)   | н/д    | Індепендьєнте Медельїн |
| 12 | ВР   | Хорхе Батталья        | 12 травня 1960 (вік 26 років)  | н/д    | Соль де Америка        |
| 13 | ЗХ   | Вірхініо Касерес      | 21 травня 1962 (вік 24 роки)   | н/д    | Гуарані                |
| 14 | ЗХ   | Луїс Кабальєро        | 17 вересня 1962 (вік 23 роки)  | н/д    | Гуарані                |
| 15 | НП   | Еуфеміо Кабраль       | 21 березня 1955 (вік 31 рік)   | н/д    | Гуарані                |
| 16 | ПЗ   | Хорхе Гуаш            | 17 січня 1961 (вік 25 років)   | н/д    | Олімпія                |
| 17 | НП   | Франсіско Алькарас    | 4 жовтня 1960 (вік 25 років)   | н/д    | Насьйональ             |
| 18 | НП   | Еварісто Ісасі        | 26 жовтня 1955 (вік 30 років)  | н/д    | Олімпія                |
| 19 | ПЗ   | Роландо Чилаверт      | 22 травня 1961 (вік 25 років)  | н/д    | Гуарані                |
| 20 | НП   | Рамон Гікс            | 30 травня 1959 (вік 27 років)  | н/д    | Лібертад               |
| 21 | НП   | Фаустіно Алонсо       | 15 лютого 1961 (вік 25 років)  | н/д    | Соль де Америка        |
| 22 | ВР   | Хуліан Коронель       | 23 жовтня 1958 (вік 27 років)  | н/д    | Гуарані                |

## Група C

### Канада
Головний тренер:  Тоні Вейтерс
| №  | Поз. | Гравець         | Дата народження (вік)           | Матчів | Клуб                         |
| -- | ---- | --------------- | ------------------------------- | ------ | ---------------------------- |
| 1  | ВР   | Тіно Леттьєрі   | 27 вересня 1957 (вік 28 років)  | 21     | Міннесота Страйкерс          |
| 2  | ЗХ   | Боб Ленардуцці  | 1 травня 1955 (вік 31 рік)      | 44     | Такома Старс                 |
| 3  | ЗХ   | Брюс Вілсон (к) | 20 червня 1951 (вік 34 роки)    | 54     | без клубу                    |
| 4  | ПЗ   | Ренді Реган     | 7 червня 1959 (вік 26 років)    | 32     | без клубу                    |
| 5  | ЗХ   | Террі Мур       | 2 червня 1958 (вік 27 років)    | 11     | Гленторан                    |
| 6  | ЗХ   | Іан Бридж       | 18 вересня 1959 (вік 26 років)  | 20     | Ла Шо-де-Фон                 |
| 7  | НП   | Карл Велентайн  | 4 липня 1958 (вік 27 років)     | 3      | Клівленд Форс                |
| 8  | ПЗ   | Джеррі Грей     | 20 січня 1961 (вік 25 років)    | 22     | Чикаго Стінг                 |
| 9  | НП   | Бранко Шегота   | 8 червня 1961 (вік 24 роки)     | 11     | Сан-Дієго Сокерс             |
| 10 | НП   | Ігор Враблич    | 19 липня 1965 (вік 20 років)    | 27     | Серен                        |
| 11 | ПЗ   | Майк Свіні      | 25 грудня 1959 (вік 26 років)   | 26     | Клівленд Форс                |
| 12 | ЗХ   | Ренді Семьюел   | 23 грудня 1963 (вік 22 роки)    | 25     | ПСВ                          |
| 13 | НП   | Джордж Пакос    | 14 серпня 1952 (вік 33 роки)    | 22     | Атлетична асоціація Вікторії |
| 14 | НП   | Дейл Мітчелл    | 21 квітня 1958 (вік 28 років)   | 26     | Такома Старс                 |
| 15 | ПЗ   | Пол Джеймс      | 11 листопада 1963 (вік 22 роки) | 30     | Монтеррей                    |
| 16 | ПЗ   | Грег Айон       | 12 березня 1963 (вік 23 роки)   | 5      | Лос-Анджелес Лейзерс         |
| 17 | ПЗ   | Девід Норман    | 6 травня 1962 (вік 24 роки)     | 22     | Такома Старс                 |
| 18 | ПЗ   | Джеймі Лоурі    | 15 січня 1961 (вік 25 років)    | 5      | без клубу                    |
| 19 | ЗХ   | Паскаль де Лука | 26 травня 1962 (вік 24 роки)    | 19     | Клівленд Форс                |
| 20 | ЗХ   | Колін Міллер    | 4 жовтня 1964 (вік 21 рік)      | 7      | Рейнджерс                    |
| 21 | ВР   | Свен Габерманн  | 3 листопада 1961 (вік 24 роки)  | 11     | без клубу                    |
| 22 | ВР   | Пол Долан       | 16 квітня 1966 (вік 20 років)   | 20     | Едмонтон Брікмен             |

### Франція
Головний тренер: Анрі Мішель
| №  | Поз. | Гравець            | Дата народження (вік)            | Матчів | Клуб            |
| -- | ---- | ------------------ | -------------------------------- | ------ | --------------- |
| 1  | ВР   | Жоель Бат          | 4 січня 1957 (вік 29 років)      | 23     | Парі Сен-Жермен |
| 2  | ЗХ   | Мануель Аморос     | 1 лютого 1962 (вік 24 роки)      | 32     | Монако          |
| 3  | ЗХ   | Вільям Аяш         | 10 січня 1961 (вік 25 років)     | 9      | Нант            |
| 4  | ЗХ   | Патрік Баттістон   | 12 березня 1957 (вік 29 років)   | 42     | Бордо           |
| 5  | ЗХ   | Мішель Бібар       | 30 листопада 1958 (вік 27 років) | 5      | Парі Сен-Жермен |
| 6  | ЗХ   | Максим Боссі       | 26 червня 1955 (вік 30 років)    | 69     | Расінг (Париж)  |
| 7  | ЗХ   | Івон Ле Ру         | 19 квітня 1960 (вік 26 років)    | 18     | Нант            |
| 8  | ЗХ   | Тьєррі Тюссо       | 19 січня 1958 (вік 28 років)     | 18     | Бордо           |
| 9  | ПЗ   | Луїс Фернандес     | 2 жовтня 1959 (вік 26 років)     | 28     | Парі Сен-Жермен |
| 10 | ПЗ   | Мішель Платіні (к) | 21 червня 1955 (вік 30 років)    | 63     | Ювентус         |
| 11 | ПЗ   | Жан-Марк Феррері   | 26 грудня 1962 (вік 23 роки)     | 14     | Осер            |
| 12 | ПЗ   | Ален Жиресс        | 2 вересня 1952 (вік 33 роки)     | 41     | Бордо           |
| 13 | ПЗ   | Бернар Женгіні     | 18 січня 1958 (вік 28 років)     | 25     | Монако          |
| 14 | ПЗ   | Жан Тігана         | 23 червня 1955 (вік 30 років)    | 40     | Бордо           |
| 15 | ПЗ   | Філіпп Веркрюйсс   | 28 січня 1962 (вік 24 роки)      | 2      | Ланс            |
| 16 | НП   | Брюно Беллон       | 14 березня 1962 (вік 24 роки)    | 24     | Монако          |
| 17 | НП   | Жан-П'єр Папен     | 5 листопада 1963 (вік 22 роки)   | 1      | Брюгге          |
| 18 | НП   | Домінік Рошто      | 14 січня 1955 (вік 31 рік)       | 45     | Парі Сен-Жермен |
| 19 | НП   | Яннік Стопіра      | 9 січня 1961 (вік 25 років)      | 16     | Тулуза          |
| 20 | НП   | Даніель Ксюереб    | 22 червня 1959 (вік 26 років)    | 3      | Ланс            |
| 21 | ВР   | Філіпп Бержеро     | 13 січня 1954 (вік 32 роки)      | 3      | Тулуза          |
| 22 | ВР   | Альбер Рюст        | 10 жовтня 1953 (вік 32 роки)     | 0      | Сошо            |

Зауваження: номера гравців розподілялися за абеткою в межах кожного ігрового амплуа. Воротарі отримали традиційні для французького футболу номери 1, 21 та 22. Іншим виключенням з алфавітного порядку розподілу номерів були «зірки» команди Мішель Платіні та Ален Жиресс, які отримали свої улюблені номери — №10 і №12 відповідно.

### Угорщина
Головний тренер: Дьйордь Мезеї
| №  | Поз. | Гравець          | Дата народження (вік)          | Матчів | Клуб            |
| -- | ---- | ---------------- | ------------------------------ | ------ | --------------- |
| 1  | ВР   | Петер Дістль     | 30 березня 1960 (вік 26 років) | 13     | Відеотон        |
| 2  | ЗХ   | Шандор Шаллаї    | 26 березня 1960 (вік 26 років) | 31     | Будапешт Гонвед |
| 3  | ЗХ   | Анталь Рот       | 14 вересня 1960 (вік 25 років) | 18     | Печ             |
| 4  | ЗХ   | Йожеф Варга      | 9 жовтня 1954 (вік 31 рік)     | 29     | Денізліспор     |
| 5  | ЗХ   | Йожеф Кардош     | 22 березня 1960 (вік 26 років) | 27     | Уйпешт          |
| 6  | ЗХ   | Імре Гараба      | 29 липня 1958 (вік 27 років)   | 53     | Будапешт Гонвед |
| 7  | НП   | Йожеф Кіпріц     | 6 вересня 1963 (вік 22 роки)   | 14     | Татабанья       |
| 8  | ЗХ   | Антал Надь (к)   | 17 жовтня 1956 (вік 29 років)  | 25     | Будапешт Гонвед |
| 9  | ПЗ   | Ласло Дайка      | 29 квітня 1959 (вік 27 років)  | 19     | Будапешт Гонвед |
| 10 | ПЗ   | Лайош Детарі     | 24 квітня 1963 (вік 23 роки)   | 17     | Будапешт Гонвед |
| 11 | НП   | Мартон Ештерхазі | 9 квітня 1956 (вік 30 років)   | 21     | АЕК             |
| 12 | ЗХ   | Йожеф Чухаї      | 12 липня 1957 (вік 28 років)   | 9      | Відеотон        |
| 13 | ЗХ   | Ласло Дістль     | 4 червня 1962 (вік 23 роки)    | 5      | Відеотон        |
| 14 | ЗХ   | Золтан Петер     | 23 березня 1958 (вік 28 років) | 21     | Залаегерсег     |
| 15 | ПЗ   | Петер Ганніх     | 30 березня 1957 (вік 29 років) | 23     | Дьйор           |
| 16 | ПЗ   | Йожеф Надь       | 20 жовтня 1960 (вік 25 років)  | 1      | Галадаш         |
| 17 | ПЗ   | Дезе Бурча       | 13 березня 1954 (вік 32 роки)  | 11     | Осер            |
| 18 | ВР   | Йожеф Сендреї    | 25 квітня 1954 (вік 32 роки)   | 2      | Уйпешт          |
| 19 | ПЗ   | Дьйордь Богнар   | 5 листопада 1961 (вік 24 роки) | 7      | МТК             |
| 20 | НП   | Кальман Ковач    | 11 вересня 1965 (вік 20 років) | 8      | Будапешт Гонвед |
| 21 | ПЗ   | Дьюла Хайсан     | 9 жовтня 1961 (вік 24 роки)    | 22     | Дьйор           |
| 22 | ВР   | Йожеф Андруш     | 31 березня 1956 (вік 30 років) | 5      | Будапешт Гонвед |

### СРСР
Головний тренер: Лобановський Валерій Васильович
| №  | Поз. | Гравець                            | Дата народження (вік)          | Матчів | Клуб                     |
| -- | ---- | ---------------------------------- | ------------------------------ | ------ | ------------------------ |
| 1  | ВР   | Дасаєв Рінат Файзрахманович        | 13 червня 1957 (вік 28 років)  | 58     | Спартак (Москва)         |
| 2  | ЗХ   | Безсонов Володимир Васильович      | 5 березня 1958 (вік 28 років)  | 53     | Динамо (Київ)            |
| 3  | ЗХ   | Чивадзе Олександр Ґабріелович      | 8 квітня 1955 (вік 31 рік)     | 42     | Динамо (Тбілісі)         |
| 4  | ЗХ   | Морозов Геннадій Володимирович     | 30 грудня 1962 (вік 23 роки)   | 9      | Спартак (Москва)         |
| 5  | ЗХ   | Дем'яненко Анатолій Васильович (к) | 19 лютого 1959 (вік 27 років)  | 46     | Динамо (Київ)            |
| 6  | ЗХ   | Бубнов Олександр Вікторович        | 10 жовтня 1955 (вік 30 років)  | 32     | Спартак (Москва)         |
| 7  | ПЗ   | Яремчук Іван Іванович              | 19 березня 1962 (вік 24 роки)  | 2      | Динамо (Київ)            |
| 8  | ПЗ   | Яковенко Павло Олександрович       | 19 грудня 1964 (вік 21 рік)    | 1      | Динамо (Київ)            |
| 9  | ПЗ   | Заваров Олександр Анатолійович     | 24 квітня 1961 (вік 25 років)  | 7      | Динамо (Київ)            |
| 10 | ЗХ   | Кузнецов Олег Володимирович        | 22 березня 1963 (вік 23 роки)  | 5      | Динамо (Київ)            |
| 11 | НП   | Блохін Олег Володимирович          | 5 листопада 1952 (вік 33 роки) | 104    | Динамо (Київ)            |
| 12 | ПЗ   | Баль Андрій Михайлович             | 16 лютого 1958 (вік 28 років)  | 17     | Динамо (Київ)            |
| 13 | ПЗ   | Литовченко Геннадій Володимирович  | 11 вересня 1963 (вік 22 роки)  | 18     | Дніпро (Дніпропетровськ) |
| 14 | НП   | Родіонов Сергій Юрійович           | 3 вересня 1962 (вік 23 роки)   | 17     | Спартак (Москва)         |
| 15 | ЗХ   | Ларіонов Микола Євгенович          | 19 січня 1957 (вік 29 років)   | 15     | Зеніт (Ленінград)        |
| 16 | ВР   | Чанов Віктор Вікторович            | 21 липня 1959 (вік 26 років)   | 1      | Динамо (Київ)            |
| 17 | ПЗ   | Євтушенко Вадим Анатолійович       | 1 січня 1958 (вік 28 років)    | 7      | Динамо (Київ)            |
| 18 | НП   | Протасов Олег Валерійович          | 4 лютого 1964 (вік 22 роки)    | 19     | Дніпро (Дніпропетровськ) |
| 19 | ПЗ   | Бєланов Ігор Іванович              | 25 вересня 1960 (вік 25 років) | 4      | Динамо (Київ)            |
| 20 | ПЗ   | Алейніков Сергій Євгенович         | 7 листопада 1961 (вік 24 роки) | 23     | Динамо (Мінськ)          |
| 21 | ПЗ   | Рац Василь Карлович                | 25 квітня 1961 (вік 25 років)  | 2      | Динамо (Київ)            |
| 22 | ВР   | Краковський Сергій Вікторович      | 11 серпня 1960 (вік 25 років)  | 0      | Дніпро (Дніпропетровськ) |

## Група D

### Алжир
Головний тренер: Рабах Саадан
| №  | Поз. | Гравець            | Дата народження (вік)          | Матчів | Клуб           |
| -- | ---- | ------------------ | ------------------------------ | ------ | -------------- |
| 1  | ВР   | Нассер Едін Дрід   | 22 січня 1957 (вік 29 років)   | н/д    | Оран           |
| 2  | ЗХ   | Махмуд Гендуз (к)  | 24 лютого 1953 (вік 33 роки)   | н/д    | ЖС Ель-Біар    |
| 3  | ПЗ   | Фатхі Шебаль       | 19 серпня 1956 (вік 29 років)  | н/д    | Руан           |
| 4  | ЗХ   | Нурредін Куріши    | 12 квітня 1954 (вік 32 роки)   | н/д    | Лілль          |
| 5  | ЗХ   | Абделла Льєжон     | 1 грудня 1957 (вік 28 років)   | н/д    | Монако         |
| 6  | ПЗ   | Мохаммед Касі-Саїд | 2 травня 1958 (вік 28 років)   | н/д    | РШ Куба        |
| 7  | НП   | Салах Ассад        | 13 березня 1958 (вік 28 років) | н/д    | Мюлуз          |
| 8  | ПЗ   | Карім Марок        | 5 березня 1958 (вік 28 років)  | н/д    | Монпельє       |
| 9  | НП   | Джамель Менад      | 22 липня 1960 (вік 25 років)   | н/д    | Кабілія        |
| 10 | ПЗ   | Лахдар Беллумі     | 29 грудня 1958 (вік 27 років)  | н/д    | Маскара        |
| 11 | НП   | Рабах Маджер       | 15 грудня 1958 (вік 27 років)  | н/д    | Порту          |
| 12 | НП   | Тедж Бенсхаула     | 1 грудня 1954 (вік 31 рік)     | н/д    | Гавр           |
| 13 | НП   | Рашид Харкук       | 16 травня 1956 (вік 30 років)  | н/д    | Ноттс Каунті   |
| 14 | НП   | Джамель Зідан      | 28 квітня 1955 (вік 31 рік)    | н/д    | Ватерсхей Тор  |
| 15 | ЗХ   | Абдельхамід Садмі  | 1 січня 1961 (вік 25 років)    | н/д    | Кабілія        |
| 16 | ЗХ   | Фаузі Мансурі      | 17 січня 1956 (вік 30 років)   | н/д    | Монпельє       |
| 17 | ПЗ   | Фаузі Бенхаліді    | 3 лютого 1963 (вік 23 роки)    | н/д    | ВА Буфарік     |
| 18 | ПЗ   | Халім Бенмабрук    | 25 червня 1960 (вік 25 років)  | н/д    | Расінг (Париж) |
| 19 | ЗХ   | Мохамед Шаїб       | 20 травня 1957 (вік 29 років)  | н/д    | РШ Куба        |
| 20 | ЗХ   | Фоділь Мегаріа     | 23 травня 1961 (вік 25 років)  | н/д    | АСО Шлеф       |
| 21 | ВР   | Ларбі Ель-Хаді     | 27 травня 1961 (вік 25 років)  | н/д    | ВА Буфарік     |
| 22 | ВР   | Мурад Амара        | 19 лютого 1959 (вік 27 років)  | н/д    | Кабілія        |

### Бразилія
Головний тренер: Теле Сантана
| №  | Поз. | Гравець      | Дата народження (вік)           | Матчів | Клуб             |
| -- | ---- | ------------ | ------------------------------- | ------ | ---------------- |
| 1  | ВР   | Карлос       | 4 березня 1956 (вік 30 років)   | 16     | Корінтіанс       |
| 2  | ЗХ   | Едсон        | 3 липня 1959 (вік 26 років)     | 17     | Корінтіанс       |
| 3  | ЗХ   | Оскар        | 20 червня 1954 (вік 31 рік)     | 59     | Сан-Паулу        |
| 4  | ЗХ   | Едіньйо (к)  | 5 червня 1955 (вік 30 років)    | 40     | Удінезе          |
| 5  | ПЗ   | Фалькао      | 16 жовтня 1953 (вік 32 роки)    | 26     | Сан-Паулу        |
| 6  | ПЗ   | Жуніор       | 29 червня 1954 (вік 31 рік)     | 56     | Торіно           |
| 7  | НП   | Мюллер       | 31 січня 1966 (вік 20 років)    | 7      | Сан-Паулу        |
| 8  | НП   | Казагранде   | 15 квітня 1963 (вік 23 роки)    | 16     | Корінтіанс       |
| 9  | НП   | Карека       | 5 жовтня 1960 (вік 25 років)    | 28     | Сан-Паулу        |
| 10 | ПЗ   | Зіку         | 3 березня 1953 (вік 33 роки)    | 68     | Фламенгу         |
| 11 | НП   | Едівалдо     | 13 квітня 1962 (вік 24 роки)    | 2      | Атлетіко Мінейро |
| 12 | ВР   | Пауло Вітор  | 7 червня 1957 (вік 28 років)    | 8      | Флуміненсе       |
| 13 | ЗХ   | Жозімар      | 19 вересня 1961 (вік 24 роки)   | 0      | Ботафого         |
| 14 | ЗХ   | Жуліо Сезар  | 8 березня 1963 (вік 23 роки)    | 1      | Гуарані          |
| 15 | ПЗ   | Алемао       | 22 листопада 1961 (вік 24 роки) | 14     | Ботафого         |
| 16 | ЗХ   | Мауро Галван | 19 грудня 1961 (вік 24 роки)    | 1      | Інтернасьйонал   |
| 17 | ЗХ   | Бранко       | 4 квітня 1964 (вік 22 роки)     | 9      | Флуміненсе       |
| 18 | ПЗ   | Сократеш     | 19 лютого 1954 (вік 32 роки)    | 55     | Фламенгу         |
| 19 | ПЗ   | Елзо         | 22 січня 1961 (вік 25 років)    | 6      | Атлетіко Мінейро |
| 20 | ПЗ   | Сілас        | 27 серпня 1965 (вік 20 років)   | 3      | Сан-Паулу        |
| 21 | ПЗ   | Валдо        | 12 січня 1964 (вік 22 роки)     | 0      | Греміо           |
| 22 | ВР   | Леао         | 11 липня 1949 (вік 36 років)    | 80     | Спорт Ресіфі     |

### Північна Ірландія
Головний тренер: Біллі Бінгем
| №  | Поз. | Гравець            | Дата народження (вік)            | Матчів | Клуб                     |
| -- | ---- | ------------------ | -------------------------------- | ------ | ------------------------ |
| 1  | ВР   | Пет Дженнінгс      | 12 червня 1945 (вік 40 років)    | 116    | Евертон                  |
| 2  | ЗХ   | Джиммі Ніколл      | 28 грудня 1956 (вік 29 років)    | 70     | Вест-Бромвіч Альбіон     |
| 3  | ЗХ   | Мел Донагі         | 13 вересня 1957 (вік 28 років)   | 42     | Лутон Таун               |
| 4  | ЗХ   | Джон О'Нілл        | 11 березня 1958 (вік 28 років)   | 36     | Лестер Сіті              |
| 5  | ЗХ   | Алан Макдональд    | 12 жовтня 1963 (вік 22 роки)     | 5      | Квінз Парк Рейнджерс     |
| 6  | ПЗ   | Девід Маккрірі     | 16 вересня 1957 (вік 28 років)   | 53     | Ньюкасл Юнайтед          |
| 7  | ПЗ   | Стів Пенні         | 16 січня 1964 (вік 22 роки)      | 7      | Брайтон енд Гоув Альбіон |
| 8  | ПЗ   | Семмі Макілрой (к) | 2 серпня 1954 (вік 31 рік)       | 84     | Манчестер Сіті           |
| 9  | НП   | Джиммі Квінн       | 18 листопада 1959 (вік 26 років) | 11     | Блекберн Роверз          |
| 10 | ПЗ   | Норман Вайтсайд    | 7 травня 1965 (вік 21 рік)       | 26     | Манчестер Юнайтед        |
| 11 | НП   | Іан Едвін Стюарт   | 10 вересня 1961 (вік 24 роки)    | 26     | Ньюкасл Юнайтед          |
| 12 | ВР   | Джим Платт         | 26 січня 1951 (вік 35 років)     | 23     | Колрейн                  |
| 13 | ВР   | Філ Г'юз           | 19 листопада 1964 (вік 21 рік)   | 0      | Бері                     |
| 14 | НП   | Джеррі Армстронг   | 23 травня 1954 (вік 32 роки)     | 62     | Честерфілд               |
| 15 | ЗХ   | Найджел Вортінгтон | 4 листопада 1961 (вік 24 роки)   | 8      | Шеффілд Венсдей          |
| 16 | ПЗ   | Пол Рамзі          | 3 вересня 1962 (вік 23 роки)     | 9      | Лестер Сіті              |
| 17 | НП   | Колін Кларк        | 30 жовтня 1962 (вік 23 роки)     | 3      | Борнмут                  |
| 18 | ЗХ   | Джон Макклелланд   | 7 грудня 1955 (вік 30 років)     | 38     | Вотфорд                  |
| 19 | НП   | Біллі Гемільтон    | 9 травня 1957 (вік 29 років)     | 38     | Оксфорд Юнайтед          |
| 20 | ЗХ   | Бернард Макналлі   | 17 лютого 1963 (вік 23 роки)     | 1      | Шрусбері Таун            |
| 21 | ПЗ   | Девід Кемпбелл     | 2 червня 1965 (вік 20 років)     | 1      | Ноттінгем Форест         |
| 22 | НП   | Марк Когі          | 31 серпня 1960 (вік 25 років)    | 2      | Лінфілд                  |

### Іспанія
Головний тренер: Мігель Муньйос
| №  | Поз. | Гравець                 | Дата народження (вік)          | Матчів | Клуб              |
| -- | ---- | ----------------------- | ------------------------------ | ------ | ----------------- |
| 1  | ВР   | Андоні Субісаррета      | 23 жовтня 1961 (вік 24 роки)   | 9      | Атлетік (Більбао) |
| 2  | ЗХ   | Томас                   | 9 серпня 1960 (вік 25 років)   | 5      | Атлетіко (Мадрид) |
| 3  | ЗХ   | Хосе Антоніо Камачо (к) | 8 червня 1955 (вік 30 років)   | 64     | Реал Мадрид       |
| 4  | ЗХ   | Антоніо Маседа          | 16 травня 1957 (вік 29 років)  | 35     | Реал Мадрид       |
| 5  | ПЗ   | Víctor                  | 15 березня 1957 (вік 29 років) | 36     | Барселона         |
| 6  | ЗХ   | Рафаель Гордільйо       | 24 лютого 1957 (вік 29 років)  | 62     | Реал Мадрид       |
| 7  | ПЗ   | Хуан Антоніо Сеньйор    | 26 серпня 1958 (вік 27 років)  | 29     | Реал Сарагоса     |
| 8  | ЗХ   | Андоні Гойкоечеа        | 23 серпня 1956 (вік 29 років)  | 29     | Атлетік (Більбао) |
| 9  | НП   | Еміліо Бутрагеньйо      | 22 липня 1963 (вік 22 роки)    | 11     | Реал Мадрид       |
| 10 | НП   | Франсіско Хосе Карраско | 6 березня 1959 (вік 27 років)  | 30     | Барселона         |
| 11 | ЗХ   | Хуліо Альберто          | 7 жовтня 1958 (вік 27 років)   | 22     | Барселона         |
| 12 | ПЗ   | Кіке Сетьєн             | 27 вересня 1958 (вік 27 років) | 3      | Атлетіко (Мадрид) |
| 13 | ВР   | Урруті                  | 17 лютого 1952 (вік 34 роки)   | 5      | Барселона         |
| 14 | ПЗ   | Рікардо Гальєго         | 8 лютого 1959 (вік 27 років)   | 26     | Реал Мадрид       |
| 15 | ЗХ   | Чендо                   | 12 жовтня 1961 (вік 24 роки)   | 1      | Реал Мадрид       |
| 16 | НП   | Іполіто Рінкон          | 28 квітня 1957 (вік 29 років)  | 20     | Реал Бетіс        |
| 17 | ПЗ   | Франсіско               | 1 листопада 1962 (вік 23 роки) | 14     | Севілья           |
| 18 | ПЗ   | Рамон Кальдере          | 16 січня 1959 (вік 27 років)   | 6      | Барселона         |
| 19 | НП   | Хуліо Салінас           | 11 вересня 1962 (вік 23 роки)  | 3      | Атлетік (Більбао) |
| 20 | НП   | Елой                    | 10 липня 1964 (вік 21 рік)     | 3      | Спортінг (Хіхон)  |
| 21 | ПЗ   | Мічел                   | 23 березня 1963 (вік 23 роки)  | 5      | Реал Мадрид       |
| 22 | ВР   | Хуан Карлос Абланедо    | 2 вересня 1963 (вік 22 роки)   | 0      | Спортінг (Хіхон)  |

## Група E

### Данія
Головний тренер:  Зепп Піонтек
| №  | Поз. | Гравець               | Дата народження (вік)            | Матчів | Клуб              |
| -- | ---- | --------------------- | -------------------------------- | ------ | ----------------- |
| 1  | ВР   | Троельс Расмуссен     | 4 липня 1961 (вік 24 роки)       | 15     | Орхус             |
| 2  | ЗХ   | Йон Сівебек           | 25 жовтня 1961 (вік 24 роки)     | 36     | Манчестер Юнайтед |
| 3  | ЗХ   | Серен Буск            | 10 квітня 1953 (вік 33 роки)     | 46     | МВВ               |
| 4  | ЗХ   | Мортен Ольсен (к)     | 14 серпня 1949 (вік 36 років)    | 79     | Андерлехт         |
| 5  | ЗХ   | Іван Нільсен          | 9 жовтня 1956 (вік 29 років)     | 31     | Феєнорд           |
| 6  | ПЗ   | Серен Лербю           | 1 лютого 1958 (вік 28 років)     | 51     | Баварія (Мюнхен)  |
| 7  | ПЗ   | Ян Мельбю             | 4 липня 1963 (вік 22 роки)       | 20     | Ліверпуль         |
| 8  | НП   | Єспер Ольсен          | 20 березня 1961 (вік 25 років)   | 26     | Манчестер Юнайтед |
| 9  | ПЗ   | Клаус Берггрен        | 3 лютого 1958 (вік 28 років)     | 32     | Піза              |
| 10 | НП   | Пребен Елк'яер-Ларсен | 11 вересня 1957 (вік 28 років)   | 56     | Верона            |
| 11 | ПЗ   | Мікаель Лаудруп       | 15 червня 1964 (вік 21 рік)      | 30     | Ювентус           |
| 12 | ПЗ   | Єнс Єрн Бертельсен    | 15 лютого 1952 (вік 34 роки)     | 58     | Аарау             |
| 13 | ПЗ   | Пер Фріманн           | 4 червня 1962 (вік 23 роки)      | 10     | Андерлехт         |
| 14 | НП   | Аллан Сімонсен        | 15 грудня 1952 (вік 33 роки)     | 53     | Вайле             |
| 15 | ПЗ   | Франк Арнесен         | 30 вересня 1956 (вік 29 років)   | 45     | ПСВ               |
| 16 | ВР   | Оле Квіст             | 25 лютого 1950 (вік 36 років)    | 38     | КБ (Копенгаген)   |
| 17 | ЗХ   | Кент Нільсен          | 28 грудня 1961 (вік 24 роки)     | 4      | Бреншей           |
| 18 | НП   | Флеммінг Крістенсен   | 10 квітня 1958 (вік 28 років)    | 10     | Люнгбю            |
| 19 | НП   | Йон Еріксен           | 20 листопада 1957 (вік 28 років) | 5      | Феєнорд           |
| 20 | ПЗ   | Ян Бартрам            | 6 березня 1962 (вік 24 роки)     | 3      | Орхус             |
| 21 | ЗХ   | Генрік Андерсен       | 7 травня 1965 (вік 21 рік)       | 6      | Андерлехт         |
| 22 | ВР   | Ларс Гег              | 14 січня 1959 (вік 27 років)     | 3      | Оденсе            |

### Шотландія
Головний тренер: Алекс Фергюсон
| №  | Поз. | Гравець          | Дата народження (вік)            | Матчів | Клуб              |
| -- | ---- | ---------------- | -------------------------------- | ------ | ----------------- |
| 1  | ВР   | Джим Лейтон      | 24 липня 1958 (вік 27 років)     | 26     | Абердин           |
| 2  | ЗХ   | Річард Гаф       | 5 квітня 1962 (вік 24 роки)      | 23     | Данді Юнайтед     |
| 3  | ЗХ   | Моріс Мелпас     | 3 серпня 1962 (вік 23 роки)      | 10     | Данді Юнайтед     |
| 4  | ПЗ   | Грем Сунес (к)   | 6 травня 1953 (вік 33 роки)      | 52     | Сампдорія         |
| 5  | ЗХ   | Алекс Макліш     | 21 січня 1959 (вік 27 років)     | 43     | Абердин           |
| 6  | ЗХ   | Віллі Міллер     | 2 травня 1955 (вік 31 рік)       | 48     | Абердин           |
| 7  | ПЗ   | Гордон Стракан   | 9 лютого 1957 (вік 29 років)     | 34     | Манчестер Юнайтед |
| 8  | ЗХ   | Рой Ейткен       | 24 листопада 1958 (вік 27 років) | 20     | Селтік            |
| 9  | ПЗ   | Емонн Баннон     | 18 квітня 1958 (вік 28 років)    | 9      | Данді Юнайтед     |
| 10 | ПЗ   | Джим Бетт        | 25 листопада 1959 (вік 26 років) | 17     | Абердин           |
| 11 | ПЗ   | Пол Макстей      | 22 жовтня 1964 (вік 21 рік)      | 14     | Селтік            |
| 12 | ВР   | Енді Горам       | 13 квітня 1964 (вік 22 роки)     | 3      | Олдем Атлетік     |
| 13 | ЗХ   | Стів Нікол       | 11 грудня 1961 (вік 24 роки)     | 8      | Ліверпуль         |
| 14 | ЗХ   | Девід Нейрі      | 12 червня 1956 (вік 29 років)    | 28     | Данді Юнайтед     |
| 15 | ЗХ   | Артур Олбістон   | 14 липня 1957 (вік 28 років)     | 13     | Манчестер Юнайтед |
| 16 | НП   | Френк Макейвенні | 22 листопада 1959 (вік 26 років) | 2      | Вест Гем Юнайтед  |
| 17 | НП   | Стів Арчибальд   | 27 вересня 1956 (вік 29 років)   | 26     | Барселона         |
| 18 | НП   | Грем Шарп        | 16 жовтня 1960 (вік 25 років)    | 6      | Евертон           |
| 19 | НП   | Чарлі Ніколас    | 30 грудня 1961 (вік 24 роки)     | 15     | Арсенал (Лондон)  |
| 20 | НП   | Пол Старрок      | 10 жовтня 1956 (вік 29 років)    | 17     | Данді Юнайтед     |
| 21 | НП   | Дейві Купер      | 25 лютого 1956 (вік 30 років)    | 14     | Рейнджерс         |
| 22 | ВР   | Алан Раф         | 25 листопада 1951 (вік 34 роки)  | 53     | Гіберніан         |

### Уругвай
Головний тренер: Омар Боррас
| №  | Поз. | Гравець               | Дата народження (вік)           | Матчів | Клуб                 |
| -- | ---- | --------------------- | ------------------------------- | ------ | -------------------- |
| 1  | ВР   | Родольфо Родрігес     | 20 січня 1956 (вік 30 років)    | 78     | Сантус               |
| 2  | ЗХ   | Нельсон Гутьєррес     | 13 квітня 1962 (вік 24 роки)    | 31     | Рівер Плейт          |
| 3  | ЗХ   | Едуардо Маріо Асеведо | 25 вересня 1959 (вік 26 років)  | 37     | Дефенсор Спортінг    |
| 4  | ЗХ   | Віктор Діого          | 9 квітня 1958 (вік 28 років)    | 31     | Палмейрас            |
| 5  | ПЗ   | Мігель Боссіо         | 10 лютого 1960 (вік 26 років)   | 27     | Пеньяроль            |
| 6  | ЗХ   | Хосе Батіста          | 6 березня 1962 (вік 24 роки)    | н/д    | Депортіво Еспаньйоль |
| 7  | НП   | Антоніо Альсаменді    | 7 червня 1956 (вік 29 років)    | н/д    | Рівер Плейт          |
| 8  | ПЗ   | Хорхе Барріос (к)     | 24 січня 1961 (вік 25 років)    | 53     | Олімпіакос           |
| 9  | НП   | Хорхе да Сільва       | 11 грудня 1961 (вік 24 роки)    | н/д    | Атлетіко (Мадрид)    |
| 10 | ПЗ   | Енцо Франческолі      | 12 листопада 1961 (вік 24 роки) | 22     | Рівер Плейт          |
| 11 | ПЗ   | Серхіо Сантін         | 6 серпня 1956 (вік 29 років)    | 14     | Атлетіко Насьйональ  |
| 12 | ВР   | Фернандо Альвес       | 4 вересня 1959 (вік 26 років)   | н/д    | Пеньяроль            |
| 13 | ЗХ   | Сесар Вега            | 2 вересня 1959 (вік 26 років)   | 7      | Данубіо              |
| 14 | ЗХ   | Даріо Перейра         | 19 жовтня 1956 (вік 29 років)   | 30     | Сан-Паулу            |
| 15 | ЗХ   | Елісео Ріверо         | 27 грудня 1957 (вік 28 років)   | 6      | Пеньяроль            |
| 16 | ПЗ   | Маріо Саралегі        | 24 квітня 1959 (вік 27 років)   | 26     | Пеньяроль            |
| 17 | ПЗ   | Хосе Саласар          | 26 жовтня 1963 (вік 22 роки)    | н/д    | Пеньяроль            |
| 18 | ПЗ   | Рубен Пас             | 8 серпня 1959 (вік 26 років)    | н/д    | Інтернасьйонал       |
| 19 | НП   | Венансіо Рамос        | 20 червня 1959 (вік 26 років)   | н/д    | Ланс                 |
| 20 | НП   | Карлос Агілера        | 21 вересня 1964 (вік 21 рік)    | 38     | Насьйональ           |
| 21 | НП   | Вільмар Кабрера       | 31 липня 1959 (вік 26 років)    | 24     | Валенсія             |
| 22 | ВР   | Сельсо Отеро          | 1 лютого 1958 (вік 28 років)    | 0      | Монтевідео Вондерерз |

### ФРН
Головний тренер: Франц Бекенбауер
| №  | Поз. | Гравець                   | Дата народження (вік)            | Матчів | Клуб                          |
| -- | ---- | ------------------------- | -------------------------------- | ------ | ----------------------------- |
| 1  | ВР   | Гаральд Шумахер           | 6 березня 1954 (вік 32 роки)     | 67     | Кельн                         |
| 2  | ЗХ   | Ганс-Петер Брігель        | 11 жовтня 1955 (вік 30 років)    | 66     | Верона                        |
| 3  | ЗХ   | Андреас Бреме             | 9 листопада 1960 (вік 25 років)  | 23     | Кайзерслаутерн                |
| 4  | ЗХ   | Карл-Гайнц Ферстер        | 25 липня 1958 (вік 27 років)     | 74     | Штутгарт                      |
| 5  | ЗХ   | Маттіас Гергет            | 14 листопада 1955 (вік 30 років) | 21     | Юрдінген 05                   |
| 6  | ЗХ   | Норберт Едер              | 7 листопада 1955 (вік 30 років)  | 2      | Баварія (Мюнхен)              |
| 7  | НП   | П'єр Літтбарскі           | 16 квітня 1960 (вік 26 років)    | 40     | Кельн                         |
| 8  | ПЗ   | Лотар Маттеус             | 21 березня 1961 (вік 25 років)   | 41     | Баварія (Мюнхен)              |
| 9  | НП   | Руді Феллер               | 13 квітня 1960 (вік 26 років)    | 31     | Вердер                        |
| 10 | ПЗ   | Фелікс Магат              | 26 липня 1953 (вік 32 роки)      | 37     | Гамбург                       |
| 11 | НП   | Карл-Гайнц Румменігге (к) | 25 вересня 1955 (вік 30 років)   | 88     | Інтернаціонале                |
| 12 | ВР   | Улі Штайн                 | 23 жовтня 1954 (вік 31 рік)      | 6      | Гамбург                       |
| 13 | ПЗ   | Карл Альгевер             | 5 січня 1957 (вік 29 років)      | 10     | Штутгарт                      |
| 14 | ЗХ   | Томас Бертольд            | 12 листопада 1964 (вік 21 рік)   | 12     | Айнтрахт (Франкфурт-на-Майні) |
| 15 | ЗХ   | Клаус Аугенталер          | 26 вересня 1957 (вік 28 років)   | 11     | Баварія (Мюнхен)              |
| 16 | ПЗ   | Олаф Тон                  | 1 травня 1966 (вік 20 років)     | 10     | Шальке 04                     |
| 17 | ЗХ   | Дітмар Якобс              | 28 серпня 1953 (вік 32 роки)     | 14     | Гамбург                       |
| 18 | ПЗ   | Уве Ран                   | 21 травня 1962 (вік 24 роки)     | 9      | Боруссія (Менхенгладбах)      |
| 19 | НП   | Клаус Аллофс              | 5 грудня 1956 (вік 29 років)     | 40     | Кельн                         |
| 20 | НП   | Дітер Генесс              | 7 січня 1953 (вік 33 роки)       | 4      | Баварія (Мюнхен)              |
| 21 | ПЗ   | Вольфганг Рольфф          | 26 грудня 1959 (вік 26 років)    | 17     | Гамбург                       |
| 22 | ВР   | Айке Іммель               | 27 листопада 1960 (вік 25 років) | 4      | Боруссія (Дортмунд)           |

## Група F

### Англія
Головний тренер: Боббі Робсон
| №  | Поз. | Гравець            | Дата народження (вік)            | Матчів | Клуб                 |
| -- | ---- | ------------------ | -------------------------------- | ------ | -------------------- |
| 1  | ВР   | Пітер Шилтон       | 18 вересня 1949 (вік 36 років)   | 81     | Саутгемптон          |
| 2  | ЗХ   | Гері Стівенс       | 27 березня 1963 (вік 23 роки)    | 9      | Евертон              |
| 3  | ЗХ   | Кенні Сенсом       | 26 вересня 1958 (вік 27 років)   | 65     | Арсенал (Лондон)     |
| 4  | ПЗ   | Гленн Годдл        | 27 жовтня 1957 (вік 28 років)    | 33     | Тоттенгем Готспур    |
| 5  | ЗХ   | Елвін Мартін       | 29 липня 1958 (вік 27 років)     | 15     | Вест Гем Юнайтед     |
| 6  | ЗХ   | Террі Бутчер       | 28 грудня 1958 (вік 27 років)    | 40     | Іпсвіч Таун          |
| 7  | ПЗ   | Браян Робсон (к)   | 11 січня 1957 (вік 29 років)     | 51     | Манчестер Юнайтед    |
| 8  | ПЗ   | Рей Вілкінс        | 14 вересня 1956 (вік 29 років)   | 80     | Мілан                |
| 9  | НП   | Марк Гейтлі        | 7 листопада 1961 (вік 24 роки)   | 18     | Мілан                |
| 10 | НП   | Гарі Лінекер       | 30 листопада 1960 (вік 25 років) | 13     | Евертон              |
| 11 | ПЗ   | Кріс Водл          | 14 грудня 1960 (вік 25 років)    | 16     | Тоттенгем Готспур    |
| 12 | ЗХ   | Вів Андерсон       | 29 липня 1956 (вік 29 років)     | 21     | Арсенал (Лондон)     |
| 13 | ВР   | Кріс Вудз          | 14 листопада 1959 (вік 26 років) | 4      | Норвіч Сіті          |
| 14 | ЗХ   | Террі Фенвік       | 17 листопада 1959 (вік 26 років) | 15     | Квінз Парк Рейнджерс |
| 15 | ЗХ   | Гері Ендрю Стівенс | 30 березня 1962 (вік 24 роки)    | 5      | Тоттенгем Готспур    |
| 16 | ПЗ   | Пітер Рід          | 20 червня 1956 (вік 29 років)    | 6      | Евертон              |
| 17 | ПЗ   | Тревор Стівен      | 21 вересня 1963 (вік 22 роки)    | 10     | Евертон              |
| 18 | ПЗ   | Стів Годж          | 25 жовтня 1962 (вік 23 роки)     | 3      | Астон Вілла          |
| 19 | НП   | Джон Барнс         | 7 листопада 1963 (вік 22 роки)   | 27     | Вотфорд              |
| 20 | НП   | Пітер Бердслі      | 18 січня 1961 (вік 25 років)     | 5      | Ньюкасл Юнайтед      |
| 21 | НП   | Керрі Діксон       | 24 липня 1961 (вік 24 роки)      | 6      | Челсі                |
| 22 | ВР   | Гарі Бейлі         | 9 серпня 1958 (вік 27 років)     | 2      | Манчестер Юнайтед    |

### Марокко
Головний тренер:  Жозе Фарія
| №  | Поз. | Гравець              | Дата народження (вік)           | Матчів | Клуб               |
| -- | ---- | -------------------- | ------------------------------- | ------ | ------------------ |
| 1  | ВР   | Закі (к)             | 2 квітня 1959 (вік 27 років)    | н/д    | Відад              |
| 2  | ЗХ   | Лабід Халіфа         | 1 січня 1955 (вік 31 рік)       | н/д    | Кенітра            |
| 3  | ЗХ   | Абдельмажид Ламрісс  | 12 лютого 1959 (вік 27 років)   | н/д    | ФАР (Рабат)        |
| 4  | ЗХ   | Мустафа Ель-Біяз     | 12 грудня 1960 (вік 25 років)   | н/д    | Кавкаб             |
| 5  | ЗХ   | Нуреддін Буях'яуї    | 7 січня 1955 (вік 31 рік)       | н/д    | Кенітра            |
| 6  | ПЗ   | Абдельмажид Долмі    | 19 квітня 1953 (вік 33 роки)    | н/д    | Раджа (Касабланка) |
| 7  | ПЗ   | Мустафа Ель-Хаддауї  | 28 липня 1961 (вік 24 роки)     | н/д    | Лозанна            |
| 8  | ПЗ   | Азіз Будербала       | 26 грудня 1960 (вік 25 років)   | н/д    | Сьйон              |
| 9  | НП   | Абделькрім Меррі     | 13 січня 1955 (вік 31 рік)      | н/д    | Гавр               |
| 10 | ПЗ   | Мохаммед Тімумі      | 15 січня 1960 (вік 26 років)    | н/д    | ФАР (Рабат)        |
| 11 | НП   | Мустафа Меррі        | 21 квітня 1958 (вік 28 років)   | н/д    | Валансьєн          |
| 12 | ВР   | Салахдін Хмієд       | 1 вересня 1961 (вік 24 роки)    | н/д    | ФАР (Рабат)        |
| 13 | НП   | Абдельфеттах Ріаті   | 25 лютого 1963 (вік 23 роки)    | н/д    | МАС (Фес)          |
| 14 | ЗХ   | Лахсен Уадані        | 14 липня 1959 (вік 26 років)    | н/д    | ФАР (Рабат)        |
| 15 | ПЗ   | Мунсіф Ель-Хаддауї   | 21 жовтня 1964 (вік 21 рік)     | н/д    | Сале               |
| 16 | ПЗ   | Аззедін Аманаллах    | 7 квітня 1956 (вік 30 років)    | н/д    | Безансон           |
| 17 | НП   | Абдерразак Хаїрі     | 20 листопада 1962 (вік 23 роки) | н/д    | ФАР (Рабат)        |
| 18 | ПЗ   | Мохаммед Сахіль      | 11 жовтня 1963 (вік 22 роки)    | н/д    | Кавкаб             |
| 19 | ПЗ   | Фадель Жилаль        | 4 березня 1964 (вік 22 роки)    | н/д    | Відад              |
| 20 | ЗХ   | Абделлах Бідан       | 10 вересня 1965 (вік 20 років)  | н/д    | Мекнес             |
| 21 | ПЗ   | Абделазіз Сулеймані  | 30 квітня 1958 (вік 28 років)   | н/д    | МАС (Фес)          |
| 22 | ВР   | Абдельфеттах Муддані | 30 липня 1956 (вік 29 років)    | н/д    | Кенітра            |

### Польща
Головний тренер: Антоній Пєхнічек
| №  | Поз. | Гравець              | Дата народження (вік)            | Матчів | Клуб               |
| -- | ---- | -------------------- | -------------------------------- | ------ | ------------------ |
| 1  | ВР   | Юзеф Млинарчик       | 20 вересня 1953 (вік 32 роки)    | 38     | Порту              |
| 2  | ЗХ   | Казімєж Пшибись      | 11 липня 1960 (вік 25 років)     | 9      | Відзев (Лодзь)     |
| 3  | ЗХ   | Владислав Жмуда      | 6 червня 1954 (вік 31 рік)       | 90     | Кремонезе          |
| 4  | ЗХ   | Марек Островський    | 22 листопада 1959 (вік 26 років) | 26     | Погонь (Щецин)     |
| 5  | ЗХ   | Роман Вуйцицький     | 8 січня 1958 (вік 28 років)      | 49     | Відзев (Лодзь)     |
| 6  | ПЗ   | Вальдемар Матисик    | 27 вересня 1961 (вік 24 роки)    | 42     | Гурник (Забже)     |
| 7  | ПЗ   | Ришард Тарасевич     | 27 квітня 1962 (вік 24 роки)     | 12     | Шльонськ (Вроцлав) |
| 8  | НП   | Ян Урбан             | 14 травня 1962 (вік 24 роки)     | 13     | Гурник (Забже)     |
| 9  | НП   | Ян Карась            | 17 березня 1959 (вік 27 років)   | 6      | Легія              |
| 10 | ЗХ   | Стефан Маєвський     | 31 січня 1956 (вік 30 років)     | 36     | Кайзерслаутерн     |
| 11 | НП   | Влодзімеж Смолярек   | 16 липня 1957 (вік 28 років)     | 48     | Відзев (Лодзь)     |
| 12 | ВР   | Яцек Казімерський    | 17 серпня 1959 (вік 26 років)    | 16     | Легія              |
| 13 | ПЗ   | Ришард Коморницький  | 14 серпня 1959 (вік 26 років)    | 14     | Гурник (Забже)     |
| 14 | ЗХ   | Даріуш Кубицький     | 6 червня 1963 (вік 22 роки)      | 11     | Легія              |
| 15 | ПЗ   | Анджей Бунцоль       | 21 вересня 1959 (вік 26 років)   | 49     | Легія              |
| 16 | ПЗ   | Анджей Палаш         | 22 липня 1960 (вік 25 років)     | 34     | Гурник (Забже)     |
| 17 | НП   | Анджей Згутчинський  | 1 січня 1958 (вік 28 років)      | 4      | Гурник (Забже)     |
| 18 | ЗХ   | Кшиштоф Павляк       | 12 лютого 1958 (вік 28 років)    | 22     | Лех (Познань)      |
| 19 | ВР   | Юзеф Вандзик         | 13 серпня 1963 (вік 22 роки)     | 3      | Гурник (Забже)     |
| 20 | ПЗ   | Збігнев Бонек (к)    | 3 березня 1956 (вік 30 років)    | 74     | Рома               |
| 21 | НП   | Даріуш Дзекановський | 30 вересня 1962 (вік 23 роки)    | 33     | Легія              |
| 22 | НП   | Ян Фурток            | 9 березня 1962 (вік 24 роки)     | 4      | ГКС (Катовіце)     |

### Португалія
Головний тренер: Жозе Агушту Торріш
| №  | Поз. | Гравець              | Дата народження (вік)            | Матчів | Клуб                |
| -- | ---- | -------------------- | -------------------------------- | ------ | ------------------- |
| 1  | ВР   | Мануел Бенту (к)     | 25 червня 1948 (вік 37 років)    | 62     | Бенфіка             |
| 2  | ЗХ   | Жуан Пінту           | 21 листопада 1961 (вік 24 роки)  | 22     | Порту               |
| 3  | ПЗ   | Антоніу Соуза        | 28 квітня 1957 (вік 29 років)    | 17     | Спортінг (Лісабон)  |
| 4  | ПЗ   | Жозе Рібейру         | 2 листопада 1957 (вік 28 років)  | 2      | Боавішта            |
| 5  | ЗХ   | Алвару               | 3 січня 1961 (вік 25 років)      | 11     | Бенфіка             |
| 6  | ПЗ   | Карлуш Мануел        | 15 січня 1958 (вік 28 років)     | 39     | Бенфіка             |
| 7  | ПЗ   | Жаймі Пашеку         | 22 липня 1958 (вік 27 років)     | 21     | Спортінг (Лісабон)  |
| 8  | ЗХ   | Фредеріку            | 6 квітня 1957 (вік 29 років)     | 5      | Боавішта            |
| 9  | НП   | Фернанду Гомеш       | 22 листопада 1956 (вік 29 років) | 42     | Порту               |
| 10 | НП   | Паулу Футре          | 28 лютого 1966 (вік 20 років)    | 10     | Порту               |
| 11 | ЗХ   | Фернанду Бандейрінья | 26 листопада 1962 (вік 23 роки)  | 0      | Академіка (Коїмбра) |
| 12 | ВР   | Жоржі Мартінш        | 22 серпня 1954 (вік 31 рік)      | 0      | Белененсеш          |
| 13 | ЗХ   | Антоніу Морату       | 6 листопада 1964 (вік 21 рік)    | 4      | Спортінг (Лісабон)  |
| 14 | ПЗ   | Жаймі Магальяйнш     | 10 липня 1962 (вік 23 роки)      | 7      | Порту               |
| 15 | ЗХ   | Антоніу Олівейра     | 8 червня 1958 (вік 27 років)     | 1      | Бенфіка             |
| 16 | ЗХ   | Жозе Антоніу         | 29 жовтня 1957 (вік 28 років)    | 2      | Белененсеш          |
| 17 | ПЗ   | Діамантіну Міранда   | 3 серпня 1959 (вік 26 років)     | 19     | Бенфіка             |
| 18 | ЗХ   | Луїш Собрінью        | 5 травня 1961 (вік 25 років)     | 0      | Белененсеш          |
| 19 | НП   | Руй Агуаш            | 28 квітня 1960 (вік 26 років)    | 3      | Бенфіка             |
| 20 | ЗХ   | Аугушту Інасіу       | 1 лютого 1955 (вік 31 рік)       | 22     | Порту               |
| 21 | ПЗ   | Антоніу Андре        | 24 грудня 1957 (вік 28 років)    | 5      | Порту               |
| 22 | ВР   | Вітор Дамаш          | 8 жовтня 1947 (вік 38 років)     | 27     | Спортінг (Лісабон)  |